# Union Démocratique du Peuple Rwandais
Die Union Démocratique du Peuple Rwandais (UDPR, englisch Democratic Union of the Rwandan People, deutsch „Demokratische Union des ruandischen Volkes“) ist eine politische Partei in Ruanda. Sie war nach Beendigung des Völkermords an den Tutsi im Juli 1994 durch die von Paul Kagame angeführte Ruandische Patriotische Front (RPF) Teil der von dieser geleiteten Übergangsregierung. Auch nach den ersten Parlamentswahlen nach dem Genozid blieb die Kleinpartei in der RPF-Regierungskoalition und war in jeder Legislaturperiode mit Ausnahme von 2013 bis 2018 mit einem Sitz in der Abgeordnetenkammer vertreten. Ihr derzeitiger Vorsitzender und Parlamentsabgeordneter ist Pie Nizeyimana (Stand Juni 2024).

## Parteigeschichte
| Jahr | Sitze  | Belege            |
| ---- | ------ | ----------------- |
| 2003 | 1 / 80 | [ 3 ] [ 4 ] [ 5 ] |
| 2008 | 1 / 80 | [ 6 ] [ 7 ] [ 5 ] |
| 2013 | 0 / 80 | [ 8 ]             |
| 2018 | 1 / 80 | [ 9 ] [ 2 ]       |

Die UDPR wurde 1991 durch ihren ersten Parteivorsitzenden Vincent Rwabukwisi, einen Hutu, Journalisten und Verleger der regierungskritischen Zeitung Kanguka, gegründet. Er wurde im April 1994, einige Tage nach Beginn des Völkermords an den Tutsi, vor seinem Haus in Nyamirambo erschossen. Nach Beendigung des Völkermords durch die RPF im Juli 1994 wurden insgesamt 18 Parteien offiziell anerkannt. Die UDPR wurde Teil einer Übergangsregierung unter Führung der RPF, zusammen mit der Mouvement Démocratique Républicain (MDR), Social Democratic Party (PSD), Liberal Party (PL), Christian Democratic Party (PDC), Rwandan Socialist Party (PSR) und der Parti démocratique islamique (PDI). Es wurde eine Versöhnungspolitik angestrebt und sich dem Wiederaufbau und der Sicherheit des Landes gewidmet. Bei der Parlamentswahl im Herbst 2003 gewann die UDPR einen Sitz. Diesen konnte sie bei der Parlamentswahl am 15. September 2008 unter der Parteiführung von Adrien Rangira halten. Bei der darauffolgenden Parlamentswahl am 16. September 2013 trat die UDPR nicht an. Für die Präsidentschaftswahl 2017 stellte die Partei keinen eigenen Kandidaten auf, sondern unterstützte Amtsinhaber Paul Kagame.
Seit der letzten Parlamentswahl im Jahr 2018 befindet sich die UDPR wieder in einer Regierungskoalition mit der RPF sowie den kleineren Parteien Parti Democrate Centriste (PDC), Parti du Progrès et la Concorde (PPC), Parti Démocratique Idéal (PDI) und der PSR. Die Koalition gewann bei der Wahl entsprechend 73,95 Prozent der Stimmen insgesamt 40 Sitze, von denen einer an Pie Nizeyimana von der UDPR ging.
Für die Präsidentschaftswahl am 15. Juli 2024 sprach die Partei Amtsinhaber Paul Kagame erneut ihre Unterstützung aus.
Die UDPR ist Mitglied des National Consultative Forum of Political Organizations (NFPO).

## Parteimitglieder
Nach eigenen Angaben aus dem Jahr 2017 hat die Partei rund 300.000 Mitglieder. 2022 gab sie an mehr als 200.000 Mitglieder zu verzeichnen.

### Parteivorstand
Parteivorsitzender ist Stand Juni 2024 Pie Nizeyimana und stellvertretende Vorsitzende Perrine Mukankusi. Generalsekretär ist Jean Damascene. Zu den ehemaligen Parteivorsitzenden zählen Gründer Vincent Rwabukwisi und Gonzague Rwigema.

### Parlamentsabgeordnete
Folgende Kandidaten der UDPR sind bei den letzten Parlamentswahlen im Jahr 2018 erfolgreich über die Listenwahl in die Abgeordnetenkammer eingezogen:
- Pie Nizeyimana